# Chiesa di San Giovanni Decollato (Scala)
La chiesa di San Giovanni Decollato è una chiesa ubicata a Scala, nella frazione di Campidoglio.

## Storia
Secondo alcuni storici, la primitiva chiesa di San Giovanni Decollato, venne edificata nel corso del XII secolo, quando il borgo di Scala fu interessato da uno sviluppo demografico e urbanistico a seguito del saccheggio da parte dei Pisani: tuttavia mancano fonti certe sulla sua costruzione. Successivamente la chiesa crollò, rimanendo superstite solamente il campanile. Anche della nuova chiesa non si conosce l'esatta data di costruzione: il primo documento in cui è citata risale al 1476.
Negli anni 1970 il campanile fu restaurato, restituendogli il suo aspetto originario: nello stesso periodo gli interni furono adeguati ai canoni dettati dal Concilio Vaticano II. Altri interventi di restauro si ebbero tra il 2007 e il 2008.

## Descrizione
La chiesa è posta nella frazione di Campidoglio, addossata alla strada e affacciata sulla vallata sottostante; è preceduta da un sagrato dalla forma irregolare. La facciata è caratterizzata sulla destra dal campanile mentre sulla sinistra è il resto del corpo di fabbrica, dalla forma irregolare, con il portale d'ingresso incorniciato in un arco a sesto pieno. Internamente è a pianta longitudinale, a navata unica, con aula liturgica di forma rettangolare; la volta è botte, le pareti sono decorate con paraste e il pavimento è in riggiole. Sul fondo è posto il presbiterio, senza abside, dove è l'altare maggiore: ai due lati si aprono altrettante cappelle e, su quello di destra, è l'ingresso per la sacrestia.
Il campanile è su tre livelli: il primo è cieco, il secondo presenta una bifora ad arco acuto che insiste in una monofora a sesto acuto, definiti da mattoni in tufo grigio, mentre l'ultimo livello è di forma circolare, con monofore ad arco acuto e cupola estradossata.